# Peristomatopora harmelini
Peristomatopora harmelini is een mosdiertjessoort uit de familie van de Stomatoporidae. De wetenschappelijke naam van de soort is voor het eerst geldig gepubliceerd in 1991 door Moyano.